# Culture Club Collect - 12" Mixes Plus/Culture Club Remix Collection
Culture Club Collect – 12" Mixes Plus è  una raccolta di remix, pubblicata per la prima volta nel 1991, che raccoglie 14 tracce remixate della band britannica Culture Club, le cui versioni originali furono registrate per i loro primi quattro album (1982-1986) più alcune tracce tratte dai relativi Long playing ma mai pubblicate in formato singolo, alcuni lati B e un remix.

## Tracce

### Culture Club Collect - 12" Mixes Plus/Culture Club Remix Collection
1. "Move Away" (12" Mix) – 7:28 (Culture Club, Pickett)
2. "It's A Miracle/Miss Me Blind" (US 12" Mix) – 9:10 (Culture Club, Pickett)
3. "God Thank You Woman" (Extended Version) – 7:04 (Culture Club, Pickett)
4. "I'll Tumble 4 Ya (US 12" Remix)" – 4:38 (Culture Club)
5. "Love Is Cold (You Were Never No Good)"  – 4:22 (Culture Club)
6. "Do You Really Want to Hurt Me" (Dub Version, featuring Pappa Weasel) – 3:38 (Culture Club)
7. "Everything I Own" (Extended P.W. Botha Mix) – 7:13 (Gates)
8. "Colour By Numbers" – 3:57 (Culture Club)
9. "From Luxury to Heartache" – 4:23 (Culture Club, Pickett)
10. "Time (Clock of the Heart)" (Romance Beyond the Alphabet Instrumental Mix) – 3:46 (Culture Club)
11. "Black Money" – 5:19 (Culture Club)
12. "Love Is Love" – 3:51 (O'Dowd, Hay)
13. "Man Shake" – 2:35 (Culture Club)
14. "The War Song" (Ultimate Dance Mix) – 6:18 (Culture Club)

### Culture Club 12" Collection Plus
1. "Move Away" (12" Mix) – 7:28 (Culture Club, Pickett)
2. "It's A Miracle/Miss Me Blind" (US 12" Mix) – 9:10 (Culture Club, Pickett)
3. "God Thank You Woman" (Extended Version) – 7:04 (Culture Club, Pickett)
4. "I'll Tumble 4 Ya (US 12" Remix)" – 4:38 (Culture Club)
5. "Love Is Cold (You Were Never No Good)"  – 4:22 (Culture Club)
6. "Do You Really Want to Hurt Me" (Dub Version, featuring Pappa Weasel) – 3:38 (Culture Club)
7. "Everything I Own" (Extended P.W. Botha Mix) – 7:13 (Gates)
8. "Colour By Numbers" – 3:57 (Culture Club)
9. "From Luxury to Heartache" (Extended "It's All Her Fault" Mix) - 5:30 (Culture Club, Pickett)
10. "Love Is Love" – 3:51 (O'Dowd, Hay)
11. "Murder Rap Trap" (Featuring Captain Crucial) - 4:21 (Culture Club)
12. "Man Shake" – 2:35 (Culture Club)
13. "Mystery Boy" (Suntori Hot Whiskey Song) – 3:10 (Culture Club)
14. "The War Song" (Ultimate Dance Mix) – 6:18 (Culture Club)
15. "Gusto Blusto" (Rock Mix) – 5:00 (Culture Club, Pickett)

## Formazione
Gruppo
- Boy George - voce
- Mikey Craig - basso
- Roy Hay - chitarra, pianoforte, tastiera, sitar, sitar elettrico
- Jon Moss - percussioni, batteria; co-missaggio traccia 8
- Helen Terry - voce femminile e cori

Produzione
- Arif Mardin, Lew Hahn: produzione tracce 1, 3
- Stewart «Steve» Levine: produzione tracce 2, 4, 5, 6, 7, 8, 10, 11, 12, 13, 14; co-missagio traccia 8
- Tony Swain: produzione traccia 9
- Richard Lengyer: tecnico del suono traccia 5
- Gordon Milne: assistente tecnico del suono traccia 6
- Glen Skinner: tecnico del suono traccia 7
- Acos Kaikitis: design di copertina